# Јод-пентоксид
Јод-пентоксид је оксид јода хемијске формуле 5, где је оксидациони број јода +5.

## Добијање
Може се добити загревањем јодне киселине на температури од око 170 °C, јер се она тада распада уз губитак воде:
{\displaystyle \mathrm {2HIO_{3}\longrightarrow \;H_{2}O+I_{2}O_{5}} }

## Својства
Јод-пентоксид је бела кристална супстанца, за коју важи да је постојанија него било који други оксид хлора или брома. Ипак, изнад 200 °C се распада на јод и кисеоник. Са водом гради јодну киселину, те се сматра њеним анхидридом.
| Особина                  | Вредност |
| ------------------------ | -------- |
| Партициони коефицијент ( | 1,3      |
| Растворљивост (logS, log(mol/L))        | 4,1      |
| Поларна површина (PSA, Å2)  | 77,5     |

## Примена
Овај оксид је јако оксидационо средство, па може да оксидује угљен-моноксид, што је важно у откривању овог гаса у смеши, чак и у малим количинама:
{\displaystyle \mathrm {I_{2}O_{5}+5CO\longrightarrow \;I_{2}+5CO_{2}} }
Реагенс који се користи у ову сврху и који садржи јод-пентоксид се назива хулманит.